# Valery Kaykov
Valery Kaykov (né le 7 mai 1988) est un coureur cycliste russe.

## Biographie
Le 17 mars 2013, il est contrôlé positif à la molécule GW1516 qui améliore l'endurance. Il est suspendu 2 ans,.

## Palmarès sur route

### Par années
- 2008
  - 2e étape du Tour de Ségovie
  - 2e étape de la Bizkaiko Bira (es)
  - 1re étape du Tour de León
- 2010
  -  Champion de Russie du contre-la-montre espoirs
  - 3e du championnat de Russie sur route espoirs
- 2011
  -  Médaillé d'or du contre-la-montre par équipes à l'Universiade d'été (avec Sergey Shilov, Artur Ershov et Maksim Kozyrev)
  - Trofeu Joan Escolà
  - Trophée Iberdrola
  - 2e étape secteur a du Tour de Bulgarie
  - 2e du Gran Premio Primavera de Ontur
- 2012
  - 3e du championnat de Russie du contre-la-montre

### Classements mondiaux
| Année           | 2008 | 2009 | 2010 | 2011 | 2012 |
| --------------- | ---- | ---- | ---- | ---- | ---- |
| UCI Europe Tour | 808e |      |      | 698e | 938e |

## Palmarès sur piste

### Championnats du monde
- Melbourne 2012
  - 6e de l'américaine
  - 11e de la poursuite individuelle

### Coupe du monde
- 2008-2009
  - Classement général de la poursuite
  - 1er de la poursuite par équipes à Cali (avec Vladimir Shchekunov, Arthur Ershov et Leonid Krasnov)
  - 2e de la poursuite à Cali
  - 3e de la poursuite à Manchester
  - 3e de l'américaine à Cali
  - 3e de la poursuite par équipes à Pékin

- 2009-2010
  - 2e de la poursuite par équipes à Cali
  - 3e de la poursuite à Pékin

### Championnats d'Europe
- Minsk 2009
  -  Champion d'Europe de poursuite par équipes espoirs (avec Artur Ershov, Ievgueni Kovalev et Alexander Petrovskiy)
  -  Médaillé d'argent de la poursuite espoirs
- Saint-Pétersbourg 2010
  -  Champion d'Europe de poursuite par équipes espoirs (avec Artur Ershov, Sergey Chernetskiy et Sergey Shilov)
  -  Champion d'Europe de poursuite espoirs

- Apeldoorn 2011
  -  Médaillé de bronze de la poursuite par équipes
- Panevėžys 2012
  -  Champion d'Europe de poursuite par équipes (avec Artur Ershov, Alexei Markov et Alexander Serov)
  -  Médaillé d'argent de l'américaine